# 王贲 (金朝)
王賁，字文孺，他的先祖自临潢府（今内蒙古巴林左旗）迁居改籍大兴宛平（今北京市）。金朝官员，曾祖王士方，父亲沂州防御使王中安。
王贲纯朴忠孝，勤敏好学，中进士第，由复州军事判官补尚书省令史，擢升为右三部检法司正。以安分守己，为政清廉，善于分析问题，被侍御史贾铉推荐，提升为河北东西、大名府路提刑判官。选授尚书省都事。居丧丁忧，起复为刑部员外郎、侍御史，官至南京路按察使，去世。王贲敦厚尚义，笃于亲朋，临终时时家无余资，朝廷赠朝列大夫，厚恤其家。弟弟王质。